# Pan European Game Information
Pan European Game Information (ofte forkortet PEGI) er et europæisk system for vurdering af aldersgrænser for indholdet af videospil.
PEGI har mærker for aldersgrænser, såvel som for indhold der bør gøres opmærksom på, så som vold, stødende sprog, med mere.

## Aldersmærkning
PEGI har fem mærkninger for aldre. I Portugal var der dog visse legale problemer med standardmodellen, der derfor blev ændret derefter. Finland skiftede til standard-modellen fra og med d. 1. januar 2007.
| Land     | 3+ | 7+ | 12+ | 16+ | 18+ |
| -------- | -- | -- | --- | --- | --- |
| Standard |    |    |     |     |     |
| Portugal |    |    |     |     |     |

Aldersmærkningen er ikke lovpligtig, og fungerer desuden kun som en vejledning til forældre i deres valg af computerspil til deres børn.

## Indholdsmærkning
Udover aldersmærkning benytter PEGI sig også af mærkning af indhold der eventuelt kunne forekomme stødende for visse folk.
| Ikon | Indholdsbeskrivelse | Forklaring | Tilsvarende aldersmærkning |
| ---- | ------------------- | --- | -------------------------- |
|      | Vold                | Spillet indeholder vold, blod eller lemlæstelse.                                                              |                            |
|      | Grimt sprog         | Spil som indeholder stødende sprog eller bandeord.                                                            |                            |
|      | Gys                 | Spil som kan virke skræmmende eller angstfremkaldende på mindre børn.                                         |                            |
|      | Seksuelt indhold    | Spil som viser nøgenhed og/eller viser seksuelle handlinger eller henvisninger hertil.                        |                            |
|      | Narkotiske stoffer  | Spil som refererer til eller viser anvendelse af alkohol, tobak eller ulovlige narkotiske stoffer.            |                            |
|      | Pengespil           | Spil som opfordrer til eller underviser i pengespil.                                                          |                            |
|      | Diskrimination      | Spil som viser folk diskriminere andre på baggrund af deres race, køn, seksualitet og etc.                    |                            |
|      | Online              | Spillet tillader folk at kommunikere med andre spillere online. Denne indholdsmærkning blev afskaffet i 2015. |                            |

## Anvendes i følgende lande
- Østrig
- Albanien
- Andorra
- Armenien
- Aserbajdsjan
- Belgien
- Bosnien-Hercegovina
- Bulgarien
- Estland
- Finland
- Frankrig
- Georgien
- Grækenland
- Hviderusland
- Indien
- Irland
- Island
- Israel
- Italien
- Kasakhstan
- Kroatien
- Cypern
- Letland
- Liechtenstein
- Litauen
- Luxembourg
- Nordmakedonien
- Malta
- Moldova
- Monaco
- Montenegro
- Holland
- Norge
- Pakistan
- Polen
- Portugal
- Rumænien
- Rusland
- San Marino
- Serbien
- Slovakiet
- Slovenien
- Spanien
- Storbritannien
- Schweiz
- Sverige
- Sydafrika
- Tjekkiet
- Tyrkiet
- Tyskland
- Ukraine
- Ungarn
- Danmark